# Pseudolasius waigeuensis
Pseudolasius waigeuensis är en myrart som beskrevs av Horace Donisthorpe 1943. Pseudolasius waigeuensis ingår i släktet Pseudolasius och familjen myror. Inga underarter finns listade i Catalogue of Life.